# 中国远征军

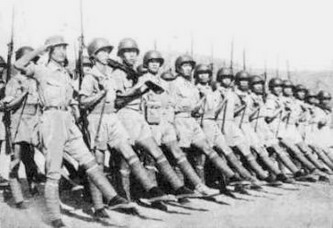
採用美式裝備的遠征軍部隊在印度閱兵

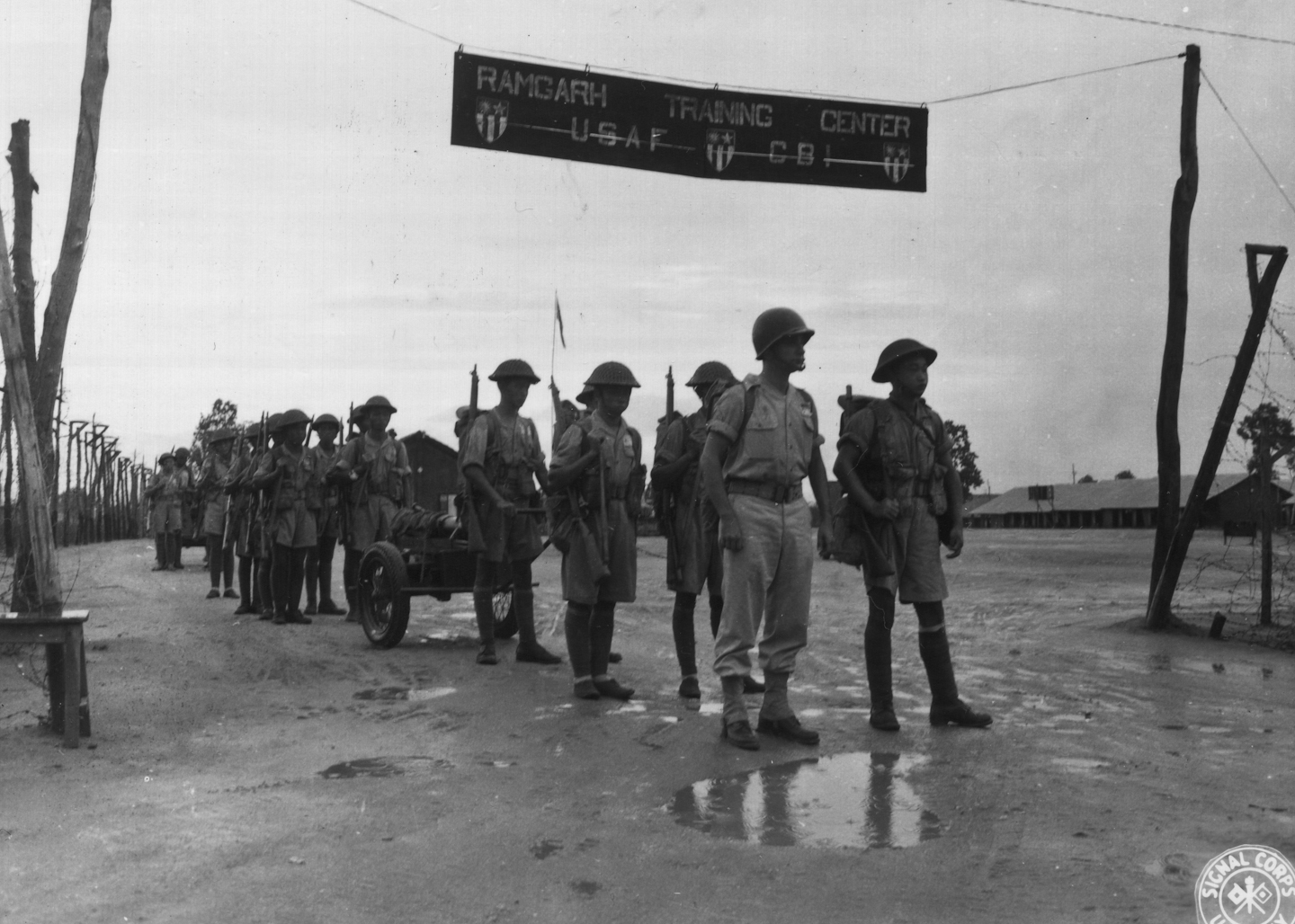
駐印軍部隊於蘭伽，攝於1944年

中国遠征軍是根據1941年成立之中英軍事同盟而組織:1。中國抗日戰爭期間中华民國國民政府為支援英國軍隊在英屬緬甸對抗日本陸軍及保衛中國西南大後方補給線安全，而組建、出國作戰的國民革命軍部隊，是中国与盟国直接进行军事合作的典型代表。珍珠港事件后，日本对美国、英国宣战。1941年12月23日，中英在重庆签署《中英共同防御滇缅路协定》，中英军事同盟形成，中国为支援英军在缅甸地区（时为英属地）的对日作战并保卫中国西南大后方，组建中国远征军。从中国军队入缅算起，中缅印大战历时3年3個月，中国投入兵力总计400,000余人，伤亡接近200,000人。

## 組建背景
1939年歐洲第二次世界大戰爆發，1940年6月4日，英法軍在敦克爾克戰役潰敗後，英倫三島岌岌可危，英國希望憑藉中國支援英國在遠東殖民地緬甸、印度、馬來亞之軍事，以挽救遠東大後方:1。同時，中國為要取得中國抗日戰爭最後勝利，當時也必須確保滇緬公路最後國際交通運輸線:1。中國若外援不保，與日本對戰也將陷入補給不足之劣勢。日本逼迫法国维希政府断绝中越交通后，又要求英国封闭滇缅公路。1940年6月24日，日本外务次官谷正之向英国驻日本大使克莱琪正式提出，禁止通过滇缅公路向重庆政府运送军火及汽油、卡车等可能增加其抗战能力的物资。1940年7月12日，克莱琪与日本外务大臣有田八郎会谈，英方接受6月24日日本提出封锁滇缅路要求。7月18日，英国、日本关于封锁滇缅路运输的协定在东京签字。协定规定：自即日起，禁止军械、弹药、汽油、载重汽车及铁路材料经缅甸运入中国。同时，缅甸禁运之货物，香港亦予禁运。当天，英缅当局发布布告：奉命禁止摩托、汽油、铁路材料、汽车及军火等物资经缅甸运往中国。英国首相丘吉尔当天也在英国下院宣称，英国封锁滇缅路，是觅致公允的解决办法。要达到与日本改善邦交的目的，有两个要素，一为假以时间，一为解除紧张空气。一方面日本反对军用品经缅甸输入中国，以致空气日趋紧张；一方面英国如允永久封锁滇缅路，则不能履行对中国应负之义务。丘吉尔表示，准备对中日两国竭尽绵薄，以和平及和解步骤求其成功。7月25日，丘吉尔接见中国驻英国大使郭泰祺时说，英国封闭滇缅路，在于避免与日本发生冲突。:5。
1940年9月22日，日军进驻印度支那，直接威胁到英美在东南亚的勢力。1940年9月27日，美国总统罗斯福宣布对日本禁运。10月8日，英国驻日本大使克莱琪正式通知日本外相松冈洋右，英日间关于停闭滇缅路之决定，无续订之必要，英国决定于10月18日起，重新开放滇缅路。10月8日下午，丘吉尔和外交大臣哈里法克斯在下院正式宣布重开滇缅路。10月16日下午2时，英国驻腊戍海关开始验货。10月18日零时7分，满载货物的卡车60辆驶离腊戍。至此，中断3个月之久的滇缅路重新开放。国民政府交通部次长曾养甫亲赴仰光主持通车事宜。10月18日港英政府辅政司发表声明，恢复滇缅路封锁前香港与中国间的贸易关系，以前禁运之汽油、铁路器材等，一律解禁。
至1941年初，“云南王”龙云独揽云南政治经济军事大权：云南的政治蒋介石不能过问；经济方面一直使用“滇币”；军事上则中央军不能入境。1940年夏秋日军进驻印度支那，中央军嫡系部队向滇黔、滇川、滇康边境陆续集中：
- 滇黔边境：
  - 在兴仁、兴义附近整训的为第六军甘丽初部三个师（第四十九师、第九十三师、暂五十五师）；
  - 在安顺、盘县附近整训的为第五军杜聿明所部三个师（新二十二师、第九十六师、第二百师）及机械化部队。
- 滇川边境：在泸州、叙永附近整训的为第七十一军钟彬部两个师（第八十七师、第八十八师）；另有新二十九师马维骥部。
- 滇康边境：在西昌、会理附近为第七十一军第三十六师。
- 滇桂边境：为第五十四军黄维（后阙汉骞）部的第十四师、第五十师、第一九八师。
- 川黔境内：为第二军王凌云部的第九师、第七十六师、第三十三师；税警总团孙立人部（一九四一年底编为新三十八师），新二十八师刘伯龙部。这两个师后编为第六十六军张轸部。

以上部队因蒋、龙间的矛盾，长期未能入滇。一直到1941年中英军事同盟酝酿期间，准备双方协力保全滇缅路及仰光国际交通线，蒋龙之间经过长期曲折的商讨，1941年秋冬间，第六军第49师彭璧生部先开滇缅路担任护路，第五军也开入云南杨林、沾益、曲靖等处。成立昆明防守司令部，以杜聿明兼任司令。接着第六军九十三师陆续开往车里、佛海等中老边界布防。1941年12月间又将新二十八师、新二十九师、新三十八师三个师编为第六十六军，以张轸任军长，准备参加缅甸远征。
1941年年1月，英国派遣丹尼斯少将为驻重庆陆军武官，开始和中国酝酿中英军事同盟，首先通过中国对缅、印、马的军事考察，两国共同商定保全缅甸的具体军事计划。1941年1月经过协商，“中国缅印马军事考察团”成员：团长商震，副团长林蔚；团员：陆军杜聿明、侯腾（军令部第二厅副厅长）、冯衍（军令部第一厅第一处处长）、唐保黄、刘方矩（军令部第二厅二处上校科长）、空军王×赞，海军周应聪（军事委员会高级参谋），外交郑康祺，商震的秘书刘耀汉。1941年2月初出发，到缅甸、印度、马来亚考察约三个月之久，搜集有关缅印马经济政治军事资料，编成《中国缅印马军事考察团报告书》油印本计三十余万字，其中最主要的是中、英、缅甸共同防御计划草案。1941年夏间中国正式提出中英关于缅甸共同防御意见书，英国然坚持中国应在中老、中缅边境布防，以防止日军截断滇缅路，强调时机未到不允中国军队及早入缅布防。中国方面在云南成立军事委员会驻滇参谋团，以林蔚任团长，萧毅肃为参谋处长，及参谋若干，策划中英有关作战的一切业务。英国任命胡敦为英缅军总司令，从1941年春在缅甸仅有的尚未装备训练完成的英缅军第一师，增加了英印军第十七师、英澳军第六十三旅及装甲第七旅（坦克150辆），并炮兵、空军等部队。
珍珠港事件后，日本与美国、英国宣战。1941年12月11日中國軍隊正式動員准备入緬。12月11日，蔣介石令第六軍第九十三師開車里，第六軍第四十九師以一個加強團開畹町，歸英緬軍總司令胡敦指揮，準備開景東；12月16日，令第五軍、第六軍動員入緬，協同英軍作戰:13。1941年12月23日在重庆簽訂《中英共同防禦滇緬路協定》，成立中英軍事同盟:1。中國遠征軍就是根據中英軍事同盟而组织的。
當時緬甸是英國的殖民地，西屏英属印度，北部和东北部与中國的西藏和云南接壤。具有重要的戰略地位。日本進攻緬甸對於其自身來說也有著很多意義，比如孤立中國，以及作為入侵印度的基地等。太平洋战争爆发后，日军在短时间内席卷东南亚，随即矛头直指缅甸。1942年日本用於進攻緬甸的軍隊大约有6萬人，大大超過英國在緬甸的防務力量。1942年初，日本侵占馬來西亞後，開始入侵緬甸。1月30日，日軍攻克緬甸東部重镇，隨後分兩路繼續前進。1942年2月，中國軍隊先後動員入緬:1。3月8日，日軍佔領緬甸首都仰光。3月12日，「中國遠征軍第一路司令長官司令部」（原定第二路在越南方面，因變化未成），指揮3個軍在緬甸:1。3月到4月間，日軍進攻重鎮曼德勒，企圖切斷滇緬公路。此時，在英國依照協定求助由中華民國組建遠征軍協防緬甸，遠征軍司令長官由羅卓英擔任（而後在史迪威的壓力之下，由杜聿明接任代理），由同盟國中國戰區參謀長史迪威指揮，集合當時精銳力量的中國遠征軍約10萬人向緬甸進發。

## 第一次远征军（1942年3月至8月）[1]:3
- 中國遠征軍第一路司令長官部司令长官卫立煌（未到任），由杜聿明代理（至1942年4月3日），繼任罗卓英（1942年4月3日-8月），副司令長官杜聿明
- 国民政府军事委员会参谋团团长林蔚
- 中缅印战区美軍中將司令並兼同盟國中國戰區参谋长史迪威
  - 第五軍軍長杜聿明
    - 军直属野战补充团团长周耀礼
    - 第二〇〇师師長戴安澜　
      - 598团
      - 599团
      - 600团

    - 新編第二十二师師長廖耀湘　　
      - 64团
      - 65团
      - 66团

    - 第九十六师師長余韶
      - 286团
      - 287团
      - 288团

    - 游擊司令（第五軍新兵訓練處）黃翔 周耀礼　
    - 工兵团李树正　　
    - 装甲兵第一团胡献群　　
    - 炮兵团朱茂臻
    - 汽车兵团洪世寿　　
    - 骑兵团林承熙　　
    - 辎重兵团杜洪范
    - 特务营
    - 通信营
    - 战防炮营
    - 消防连
    - 平射炮营
    - 高射机枪营
    - 野战医院
    - 修造工厂
    - 军乐队

  - 第六軍軍長甘麗初
    - 第四十九师師長彭壁生、師參謀長方仲吾
      - 145团
      - 146团
      - 147团

    - 第九十三师師長吕国铨 　
      - 277团
      - 278团
      - 279团

    - 暂编第五十五师師長陈勉吾
      - 1团
      - 2团
      - 3团

    - 特务营
    - 工兵营
    - 搜索营
    - 通信营
    - 输送营
    - 机械所
    - 辎重兵团
    - 第一医院
    - 第二医院

  - 第六十六軍軍長張軫   副軍長成刚
    - 新編第三十八师師長孙立人　
      - 112团
      - 113团
      - 114团

    - 新編第二十八師师長刘伯龙 军委会中缅运输总局警卫处警卫
      - 82团
      - 83团
      - 84团

    - 新編第三十九师師長成刚， 继任马维骥
      - 85团
      - 86团
      - 87团

    - 特务营
    - 搜索营
    - 工兵营
    - 通讯营
    - 输送营
    - 辎重兵团
    - 第一野战医院
    - 第二野战医院
    - 第三野战医院

  - 第36师李志鹏（师长）
  - 炮兵第18团第1营
  - 陆军战车防卫炮直属第1营
  - 野战重炮兵第2旅第13团第1营
  - 独立工兵第24营
  - 宪兵第24团一部

英缅军总司令：胡敦（-1942年3月8日）　亚历山大（1942年3月8日-）
- 英缅军第一军团：斯立丹
  - 英缅军第1师师长：史考特
    - 第1步兵旅旅长：法威尔
    - 第2步兵旅旅长：法凯
    - 第13步兵旅旅长：柯第斯

  - 英印军第17师师长：史密斯
    - 第16步兵旅旅长：琼斯
    - 第46步兵旅（后改为第18步兵旅）旅长：埃金

  - 澳军第13旅
  - 英装甲兵第7旅
- 英驻缅空军指挥官：罗奥。至3月11日轰炸机增至15架，另增加驱逐机30架，美志愿空军队（驱逐机8架） 
  - 轰炸机队（飞机14架）
  - 战斗机队（飞机14架）

## 第二次远征军（1943年初至1945年3月）[1]:4
第一次入緬失敗後退入印度之部分軍隊改稱為「中國駐印軍總指揮部」，簡稱「駐印軍」或「中國駐印軍」；另一部分軍隊退至中國境內怒江東岸，連同以後新增加之部隊，到1943年春重新成立「中國遠征軍司令長官司令部」:2。1943年2月，中国远征军司令长官陈诚、财政部部长宋子文与史迪威就美国负责为远征军21个师提供装备达成一致；至10月，美械运抵昆明，然而，分配给远征军的总量只有14个师的装备。中国远征军共8个军21个师：王凌云第2军、邱清泉第5军、黄杰第6军、何绍周第8军、赵公武52军、周福成53军、方天54军、钟彬71军。1943年11月23日，卫立煌出任远征军司令长官，提出每个军领两个师的美械先装备本军两个师，以后看情况再装备第三个师。后来称之为半美械军。1945年4月，魏德迈的阿尔发计划落地，远征军8个军中有6个军装备全美械（黄杰第6军遣散番号取消；赵公武52军编入卢汉第一方面军，这两个军未能成为全美械军。第6、第52军的名额由汤恩伯第三方面军的石觉第13军、牟庭芳94军取代）。
- 遠征軍司令長官司令部司令长官陈诚（1943年11月23日由卫立煌继任）
- 副司令长官黄琪翔
- 参谋长蕭毅肅
  - 第十一集团军总司令宋希濂，副总司令黄杰
  - 第十一集团军总参谋长成刚
    - 國民革命軍第二軍军长王凌雲，副军长钟松
      - 第9师张金廷（师长）　　
      - 新33师杨宝𤤴（师长）　　
      - 第76师夏德贵（师长）
      - 辎重团段寿涛

    - 國民革命軍第六軍军长黄杰，後史宏烈接任
      - 预备第2师（师长顾葆裕）　　
      - 新39师（师长洪行）
      - 辎重团郑殿起　　
      - 通讯营冯行之　　
      - 战车防御营梁中介

    - 國民革命軍第七十一軍军长钟彬、副军长陈明仁
      - 新28师（师长刘又军）　
      - 第87师（师长张邵勋）　
      - 國民革命軍第88師（师长胡家骥）
      - 辎重团吴涛

    - 國民革命軍第36師（师长李志鵬）
    - 國民革命軍第五軍，軍長邱清泉
      - 國民革命軍第200師（师长高吉人）
      - 炮兵营

  - 第二十集团军总司令霍揆彰　副总司令方天
    - 國民革命軍第五十三軍军长周福成，赵镇藩继任
      - 第116师赵镇藩（师长，刘润川继任）　　
      - 第130师张玉挺（师长，王理寰继任）
      - 辎重团刘宝华

    - 國民革命軍第五十四軍军长方天，阙汉骞继任。1944年4月第14师、第50师调入缅甸，同年8月编入新6军序列
      - 第14师龙天武（师长）　　
      - 第50师潘裕昆（师长）　　
      - 第198师叶佩高（师长）

    - 高炮第49团3营　　
    - 第八军山炮营　　
    - 辎重团雷震波　　
    - 通讯部队

  - 直屬部隊，國民革命軍第八軍军长何绍周、副軍長李弥、參謀長梁筱斋
    - 國民革命軍榮譽第1师（师长汪波）　　
    - 第82师王伯勋（师长）　　
    - 第103师熊绶春（师长）

  - 第93师吕国铨（师长）　　
  - 炮兵指挥部，指揮官邵百昌
    - 砲兵第七團，團長鄭琦　
    - 砲兵第十團，團長楊宗藩，1944年6月前由胡克先接任
    - 砲兵第二十一團，團長楊友梅
    - 重迫擊砲第二團，團長廖治民
    - 砲兵第四十九團（高射砲）第2連

  - 工兵指挥部，指揮官傅克軍
    - 工兵第二團，團長林松
    - 獨立工兵第十五團
    - 要塞工兵第一團

  - 通讯营　
  - 滇康缅特别游击区总指挥部郑坡

## 中美联军、中国驻印军（1942年至1945年5月）[1]:4
- 中國駐印軍總指揮部总指挥史迪威兼（索尔登继任）
- 副總指揮鄭洞國（1944年8月升任，前為羅卓英）
- 参谋长柏特诺
- 國民革命軍新編第一軍（1942年新編）军长郑洞国，繼任孙立人（1944年8月～）参谋长舒适存
  - 新編第三十八师师长孙立人（兼副军长～1944年8月），繼任李鸿（1944年8月～）
  - 新22师 （1944年8月編入新六軍） 师长 廖耀湘
  - 新30师 （1943年10月編入新一軍） 师长 胡素（～1944年8月升副軍長），唐守治（1944年8月～）
  - 第五十师 （1944年底编入新一軍）师长潘裕昆

- 國民革命軍新編第六軍（1944年8月新編，1944年底奉调回国）軍長廖耀湘
  - 新編第二十二师 （1944年底奉调回国）师长李涛
  - 第14师 （1944年底奉调回国） 师长龙天武
  - 第50师 （1944年底编入新一军） 师长 潘裕昆

- 第一臨時戰車團（又稱“史迪威直屬戰車團”） 團長布朗上校（美），參謀為使用英文的中國軍官[2]
  - 戰車團一营[註 1]（中型戰車營，編制12輛M4A4中型坦克與42輛M3A3輕型坦克）
  - 戰車團二营（中型戰車營，編制12輛M4A4中型坦克與42輛M3A3輕型坦克）
  - 戰車團三营（輕型戰車營，編制54輛M3A3輕型坦克）首任营长徐恒少校
    - 补给连 连长 李道钦[註 2] 少校（组建时为上尉参谋）

- 中美混合突击支队 指挥官黑格准将
  - 第一支队队长（新30师第88团）肯利生上校（美）
  - 第二支队队长 韩特上校（美）
- 美军第5307混成旅（麦瑞尔突击队）指挥官 法兰克·麦瑞尔准将（美）

## 战斗历程

### 第一次远征

#### 作战
由于英国方面的阻挠，直到1942年2月中旬，中国远征军只有第6军的49、93师进入缅甸景东地区，其余各部仍在滇缅公路集结待命。此时由于缅甸战事吃紧，英国人却又急着要远征军入缅参战。2月16日，蒋中正下令先运送第5军入缅，以第200师为先头部队。3月7日，200师到达同古，3月16日，日军开始轰炸同古，此为远征军与日军第一次大规模接触。3月19日，同古戰役爆發，200師在同古防禦日本帝國陸軍55師進攻；由於緬甸交通線不断遭到日军的狂轰滥炸，第五軍其餘部隊無法及時在同古集結，新22師在同古周圍遭到日軍阻擊，因此同古城內只有200師勉力抵擋日軍攻勢。經過11天的血戰後，日軍遭擊退；但是200師與新22師都受創甚重。在内缺粮弹、外无援兵，還面對敌军包围的危機；杜聿明审时度势，下令200师于3月29日晚从同古以东突围。3月30日，日军进城。
由於仰光遭日軍佔領、英軍一潰千里，遠征軍的戰略防衛目標已經消失，只好開始逐步後撤回雲南國境。但是氣勢正虹的日軍亦一路追擊，使得遠征軍在同古之後繼續準備打阻擊戰；原本中國遠征軍打算在平满纳迎擊日軍，然而緬甸西邊的英軍一瀉千里的後撤；讓南下迎戰的遠征軍右翼戰場毫無防備。遠征軍的左翼、緬東部分也因兵力不足無法抵禦日軍攻勢，第五軍一度面臨遭到三面包抄的困境。在盟軍戰力不足下，1942年4月18日凌晨，史迪威和罗卓英不得不下令放弃平滿納戰役的構想。
4月14日凌晨，英缅军总司令亚历山大急电中国远征军司令长官部，请求解救被包围在仁安羌的英军。4月19日下午5时，在新38师师长孙立人、副师长齐学启和113团团长刘放吾的带领下收复了仁安羌油田，解救了英军7000多人和被日军俘虏的英缅军官兵、美国传教士和新闻记者等500多人。消息传出，中、英、美三国轰动。
4月20日，史迪威和罗卓英轻信英方关于在仁安羌和乔克柏当之间有敌军3000余人的情报，命令第200师长途奔袭至乔克柏当。第200师到了乔克柏当后，发现没有日军，只有英军在新38师的掩护下撤退。而后又退回到棠吉，浪费了宝贵的3天时间，使日军抢先攻占了棠吉，4月23日下午，200师向棠吉发起攻击，经过激烈的战斗，于4月25日18时占领棠吉。而在4月24日，在日军猛烈攻势之下，第6军被迫放弃雷烈姆，
日军随后从雷烈姆北进，因此时防守棠吉已无意义，第200师遂于4月26日主动放弃棠吉。
4月29日拂晓，日军猛攻腊戍，第66军伤亡惨重，当天中午，日军占领腊戍，第66军各部退守新维。所谓曼德勒会战已经彻底成了泡影。此时撤退已经成了当务之急。

#### 撤退
东线方面，第6军甘丽初第六军军部及所属三个师（彭壁生第49师、吕国铨第93师、陈勉吾暂编第55师）出国门便一直在缅甸最东部的景栋地区抗敌，为远征军的东路军。在东路日军渡边正夫第56师团的一路追击下退至昆欣、塔科、昆孟地区。4月24日被迫放弃雷列姆之后，且打且退。4月25日史迪威决定远征军全面撤退。4月30日甘丽初又获悉腊戌失陷，遂决定所部向景栋附近的缅、泰、中、老边境地区转移。5月8日彭壁生第49师撤至大高，陈勉吾暂编第55师先头部队抵达孟色特，沿缅泰边境部署。5月12日，退到萨尔温江东面，随后撤回国内。第49师撤至南峙，暂编第55师撤至云南境内西双版纳附近的东里；第6军军部撤至云南境内西双版纳附近的佛海；吕国铨第93师担任后卫，最后撤至孟拉北面西双版纳的边境的打洛。第六军撤退之中没有受到日军的大规模阻击及追击，但因中、缅、泰、老四国边境地区是人迹罕至的原始森林，没有道路、没有人烟、群山环绕、沟壑纵横，时至雨季，泥滑难行，加之蚁叮虫咬，没有给养补给，部队饥疲交困，疫病流行，造成众多减员。加之第六军部队与日军第五十六师团反复作战，伤亡本已不小，故而撤回国内的兵力已经不多。
张轸率第66军军部和2个新编师—刘伯龙新编第28师、马维骥新编第29师出境后担负西保（细胞）至腊戍一线的阻敌任务。腊戍失守后，张轸率部沿滇缅公路在新维、贵街阻击日军第56师团搜索联队，被击破后又在畹町、八莫、龙陵等地再被日军第五十六师团第148联队及机械化第56混成步兵团击溃，于5月4日至5日间经惠通桥撤至永平、下关地区收容整理。虽遭日军一路追击，但相对而言是回国最为顺利的一路。
第200师自4月26日奉命从东枝城撤出后，一路向北转进，5月10日与第五军补训处部队汇合。至棠吉，以后沿途突破敌人的封锁线，经南盘江、梅苗、南坎以西。5月18日，第200师分兵两路通过细（胞）抹（谷）公路，前卫部队突然遭到伏击。激战一天，第二百师伤亡过半，终于成功从东面山坡将日军阵地撕开一条缺口，部队突围而出，官兵得以死里逃生。戴安澜在突围时被两颗机枪子弹击中胸部和腹部。卫兵赶紧将师长救起，官兵们轮流用担架抬着突出重围。第200师由郑庭笈率领按照得到的第五军最后指令去八莫与军部汇合。第200师一路向北经南坎与八莫之间地区潜行。部队到了八莫后却完全联系不上军部，只有独自在大山中潜行北上绕道回国。5月26日第200师残部行至缅甸北部茅邦的克钦山寨，此地离国境线不过三四十里，戴安澜将军逝世。官兵们按照戴安澜的遗愿，将他的遗体轮流抬回国内。从克钦山寨东行，翻越高黎贡山，经片马到达怒江边上的泸水，南行到达腾冲北面，却发现日军已经占领了腾冲，只得再向北行进，然后渡过怒江到达云龙，再东行经大理，于6月底才到达昆明。全师加第五军补训处所剩官兵仅2600余人。
中线方面，4月25日史迪威决定远征军全面撤退。
然而，5月9日，第5军在向密支那方向转进之时，在卡萨地区与日军第五十六师团的追击部队遭遇。杜聿明同时获悉八莫、密支那均已失陷，遂决定由曼密铁路以西地区向孟关、打洛之线转进。
第5军军部和所属的新22师、第96师主力于4月26日黄昏由皎克西乘汽车、火车向曼德勒转移，于当天夜间十时全部到达。5月1日全部撤至伊洛瓦底江以西以北地区，此后第五军所部、第96师、新38师徒步轮流掩护撤退。5月5日史迪威、罗卓英在率远征军司令部西行去印度之前，鉴于畹町、八莫已经失陷，遂决定全军向印度境内撤退，并电告杜聿明，要求第5军也随之撤往印度。杜聿明于5月6日电复罗卓英，希望率部返回国内，不愿去印度，并同时发电报请示蒋介石。蒋介石于5月7日回电杜聿明：“我军应即向密支那、片马转移，勿再犹豫停顿。”杜聿明于是决定不采纳远征军司令部的方案，率部经密支那向片马、腾冲方面撤退。5月8日上午，日军攻占密支那。5月9日，由于在杰沙（又译为卡萨）发现日军，并且新38师先到杰沙掩护的只有一个团，而新38师、新22师主力至少需要一天半才可以从前线撤下，杜聿明认为日军有可能从南北包围将所部歼灭。5月12日，各部抵达英多地区，杜聿明准备离开通往密支那的公路主道向北进入森林，走孟关、大洛方向转向国内；同时命令余韶第96师在右翼掩护“在孟拱进入阵地，寻机攻击密支那，掩护全军突围回国”。杜聿明率第五军军部和直属部队及黄翔游击支队、新编第22师，共计15000人离开了公路，丢下所有汽车、运输设备、重装备，原汽车运送的1500名伤病员就无法随行，又不愿意被俘受辱，最后点火自焚，壮烈殉国，杜聿明知道后，“警闻此讯，不禁恻怆动怀难以自已”。走在最后的第96师第288团走到这个伤病救护营地时看见：“没有被焚烧化为灰烬的骨骸和救护车等各种设备残骸散满一地，路过的士兵都泣不成声跪倒在地。”
杜聿明率部15000人进入了胡康河谷的茫茫林海之中向西北方向，转打洛到新平洋。时值雨季，山洪爆发，道路泥滑难行，部队粮尽药绝，又荒无人烟，找不到任何充饥之物。加之蚁叮虫咬，疫病流行，官兵饥病交加，死亡累累。有一些人因为忍受不了折磨而自杀在路边。部队行进的路上，到处都是倒下的将士尸体。而行进在后面的人看到沿途的累累白骨和正在被蚊虫啃噬的尸体。5月下旬的一天，天空晴朗，部队行进在野人山中的河谷里，此处没有被参天树木遮蔽，被一架美军飞机发现了在河谷中行进的远征军，便通知了总部。在印度的盟军总部随后向这支部队空投了电台、粮食、药品。使得这支军队终于走出了野人山，由于预定回国路线所经的中缅国境已有大量日军把守，这只部队最后还是改道去了印度。杜聿明这时患上了回归热昏迷，空投的药品挽救了杜聿明的生命。部队在到达大洛后便停下来休整。此时，大洛距离印度的东北面边境的利多很近，向北经过新平洋就可到达；另方面原打算回国路线的中缅边境已经有日军控制，这支残部根本无法与日军再较量，杜聿明迫不得已决定还是先去印度。5月31日从打洛启程北上去印度的利多，一路上由美军的飞机空投食物及药品。又行进了约两个月，部队于7月25日才到达印度边境城镇利多，仅剩下2000多人。第5军新编第22师野战医院的护士刘桂英更是做为唯一走出野人山的女兵。
余韶率第96师和第五军炮兵工兵各一部共计约7000人，在英多与杜聿明第五军军部分手后，按照杜聿明的命令：“在孟拱进入阵地，寻机攻击密支那，掩护全军突围回国”。余韶师长率部沿公路东北前进去孟拱。当部队到达孟拱后发现日军已占领了密支那，部队渡过伊洛瓦底江东去已经不可能，而第五军军部又已经北上往孟关方向而去，余韶只好率部焚烧辎重，上山进入森林北上孟关。途中发现了一座英军遗弃的仓库，便将仓库中尽可能多的食物（大米和各种罐头）驮在牲口上。沿途听说中缅边境都有日军驻守，第96师走到孟关后却完全得不到第五军军部的消息，余韶师长决定不再找军部，而是单独寻道回国。部队经过孙布拉蚌一路向北，于6月14日走到了缅甸最北边的葡萄，第96师终于与远征军长官部联系上，美军飞机也向葡萄空投了食物、药品等物资。部队在这里休整了一个多月，7月底启程回国，走到了中缅边境线在山顶石壁上刻字：“民国三十一年八月×日，中国远征军第96师经此回国。”经怒江上架设的溜索过江，到达福贡县，8月17日陆续抵达剑川。余韶第96师是回国所走路线最长，时间最久，真正走完胡康河谷、穿越野人山、翻越高黎贡山的部队。部队最终到达昆明休整时剩余3000余人。途中减员一半左右。 
西线方面，新38师本就位于最西面，相距印度最近，几乎是跟英军在一起。当杜聿明军长提出经缅北的胡康河谷向国内撤退时，孙立人认为在雨季又是原始森林中蚊虫鼎盛的季节，部队进入原始森林，没有道路的话重装备和汽车均无法带走；没有补给将士们很难撑到走过野人山。孙立人决定不听取本就不是直接上司的杜聿明军长意见，按照远征军司令部长官史迪威和罗卓英的指示，就近撤往印度。第38师在撤退至印度过程中不仅没有受到损失，连装备也没有丢下，全部转移至印度。该部成为远征军撤退中唯一几乎没有损失的全建制部队。

#### 结果
第一次远征失败之后，滇缅公路中断，10万远征军经血战只有4万余人安全撤离。日本既封锁了国际援华运输线，又打开了西攻印度的大门。原有的作战物资转而通过驼峰航线与中印公路输送。
远征军第一次入缅作战，出动103,000人，伤亡56,480人（绝大部分在胡康河谷、野人山）。日军伤亡约4,500人，英军伤亡1.3万余人。

### 第二次远征

#### 驻印军与滇西远征军的训练
1942年7月15日，新38师由因帕爾开往蘭伽（当时属于比哈尔邦，行政區域劃分今屬賈坎德邦））。8月初，从缅北野人山脱险入印的第5军新22师和军直属部队也来到了蘭伽。根据中美协议，远征军第一路司令长官部撤销，改称为中国驻印军总指挥部。史迪威为总指挥，罗卓英为副总指挥。同时，国民政府利用驼峰空运飞机回航的机会，每天空运几百名士兵到印度，以补充兵源。1942年底，由于史迪威与罗卓英矛盾不可调和，蒋中正被迫将罗卓英调回国内，经过反复考虑，决定派第8军军长郑洞国中将接替罗卓英的职务。同时决定在驻印军指挥部下设新编第一军建制，下辖新38师、新22师。郑洞国任军长，孙立人为副军长兼新38师师长，廖耀湘为新22师师长。3月中旬，郑洞国率军部人员来到蘭伽，正式成立新一军。
1942年底至1944年春，新30师兵员陆陆续续空运到印度，新30师编入新一军序列。1944年上半年，第14师与第50师的兵员也空运到了印度。中国驻印军换装了美式装备，有美国的军事援助和充足的粮食，军事训练十分扎实。经过一年的整训，练就了丛林训练和丛林生存的戰鬥技能。再加上同时大批知识青年在蒋中正“一寸山河一寸血，十万青年十万军”的号召，踊跃参军，士兵的素质有了大大的提高，这两点使得驻印军的战斗力大为提高。
1942年6月，怒江防线稳定之后，国民政府积极训练军队，准备反攻缅甸。1943年2月1日，蒋中正任命陈诚为中国远征军司令长官，3月28日，中国远征军司令长官部在云南楚雄成立。陈诚从重庆飞到楚雄就任，着手进行远征军部队的训练和反攻计划的制定。1943年8月，远征军的5个军编练和装备基本完成。后调来的第54军也在11月完成改编。其中，第11集团军下辖第2、第6、第71军和第200师。第20集团军辖第53、第54军共4个师。另外第八军和第93师直属远征军司令长官部。1943年冬，陈诚因病辞职，卫立煌接任远征军司令。

#### 反攻
1943年3月，新38师的114团即先行开进野人山区，掩护中美部队修筑自印度列多到野人山区的中印公路。1943年10月下旬，雨季停止，在列多的新22师和新38师主力乘车到达胡康河谷边缘，驻印军缅北反攻战正式开始。经过血战之后，新38师于12月29日攻克于邦。随后在新38师的配合下，新22师于1944年3月5日攻克孟关。后来两师合作攻下瓦鲁班。配屬於新一軍的戰車第一營與新二十二師之六十六團所屬步兵營在3月3日的瓦鲁班戰役中迂迴奔袭18师团司令部，缴获18师团发佈作战命令的关防大印，这在抗战期间绝无仅有，而後此日被國軍明定為裝甲兵節以茲紀念。
此时新30师、第14师、第50师藉助空运運抵缅北前线換裝訓練，中国进入缅甸的部队已达到5个师。1944年4月份新22师、新38师、新30师、第14师、第50师与先前以空降奇襲密支那的麥瑞爾突擊隊联合围攻攻克此地。攻克密支那后部队休整了2个月並保護密支那機場不受日軍收回。8月份新一军扩编为新一军和新六军两个军。新一军下辖新30师和新38师，军长孙立人。新六军下辖新22师、第14师、第50师，军长廖耀湘。郑洞国升任驻印军副总指挥。1944年10月16日，新一军与新六军开始向八莫发起进攻，然而12月初日军一號作戰的攻勢推進至独山，贵阳告急，国民政府军事委员会下令调新六军回国保卫大西南，新六军主力于12月1日奉命停止前进，新六军军部及新22师、第14师空运至云南沾益以保卫重庆。留下第50师与新一军作战，归新一军指挥（后来正式编入新一军序列）。1944年12月15日新一军攻克了八莫。
在驻印军反攻初具成果之后，国内滇西的中国远征军反攻开始。1944年5月11日第20集团军於雨季强渡怒江，于6月底血战至腾冲附近。经过3个月的战斗，于9月14日克復腾冲。第11集团军于6月1日渡江，新28师于4日攻克腊猛，进围松山，由于日軍工事齊全並占有地利，该师五攻未克，損失慘重。7月1日攻堅行動改由第8军接手，该军以三个师轮换进攻，连续九次，到9月7日方破敌阵，全歼守敌。远征军经过血战，于11月3日攻克龙陵，20日攻克芒市，12月1日攻克遮放，1945年1月19日克复畹町。1月22日中午第53军第116师与新一军一部在木遮相会，旋以钳形攻势向芒友推进，
1945年1月15日，新一军攻克南坎，并继续前进，于1月27日畹町附近的芒友与云南西进的中国远征军会师。1月28日中印公路通车典礼在畹町城举行。会师后，滇西远征军回国，新一军与第50师南下，新一军先后拿下了新维、腊戍，第50师先后攻克了南渡、西保、南燕、皎麦等市镇，新50师自从1944年渡过伊洛瓦底江以来，在三个多月的时间里，挺进600公里，毙伤日军3,500余人。3月30日，中国远征军攻克乔梅，与英军胜利会师。随后中国驻印军凯旋回国。至此，中国驻印军与中国远征军的任务顺利完成。

#### 结果
第二次入缅作战，中国驻印军伤亡1.8万余人，歼灭日军4.8万余人，收復缅甸土地约13万平方公里。滇西中国远征军伤亡67,403人，歼灭日军21,057人，光復滇西全部土地约3.8万平方公里。中国远征军完成了中国战略大反攻的全面胜利。
1943年春天，孙立人将军担任新1军前敌指挥官，开始转入反攻。到1945年1月，与反攻滇西的中国远征军在芒友会师。中国驻印军和以孙立人将军为前敌指挥官的新1军共击毙日军33,082人，其中看到軍服官階或是衣服內的日記、名字標誌，計有3个联队长和其它指挥官，击伤日军75,499人，俘虏323人，我军和敌军伤亡的比例是1：6，日军緬甸方面軍直轄第2师团、第49师团、第53师团、第15軍第18師團、第56師團基本上名存实亡，其中的18师团，据俘虏交待说，前前後後整体补充了15次，確實已經達到了日軍自定的玉碎標準。

## 主要戰役
1942年：
- 同古戰役
- 仁安羌大捷
- 缅北大撤退

1944年第二次远征：
- 瓦魯班戰役
- 滇西緬北戰役
- 騰沖戰役
- 松山战役
- 龙陵战役
- 胡康河谷戰役
- 孟拱河谷戰役
- 密支那戰役
- 平滿納戰役

## 陣亡將軍
- 齊學啟中將（追授），新38師副師長，墊後掩護主力轉移並沿途收容傷兵，被日軍偷襲，傷重被俘，後在仰光戰俘營被漢奸刺殺身亡。

- 洪行中將（追授），第6軍新39師副師長， 1944年12月17日，雲南龍陵犧牲

- 闵季连少將（追授），第36師副師長兼政治部主任，1942年5月29日，雲南保山犧牲

- 吳一彬少將，第5軍96師副師長，1942年6月27日，緬甸埋通犧牲

- 戴安瀾中將（追授），第200師師長1942年5月26日，在緬甸茅邦村犧牲。

- 林澤明少將（追授）第96師288團團長、腊戍警備副司令，1942年4月，緬甸平滿納會戰犧牲

- 柳樹人少將（追授），第5軍200師599團團長，1942年5月，緬甸犧牲

- 李著林少將，滇緬警備司令、遠征軍兵站參謀長，1943年夏，緬甸犧牲

- 陳凡少將，遠征軍司令長官部高參，1944年1月31日，緬甸犧牲

- 張健洪少將，第5軍高級參謀，1944年1月31日，緬甸犧牲

- 李颐少將（追授），第54軍預備第二師第五團團長。1944年9月13日，在騰衝戰役中犧牲。

- 覃子彬少將（追授），第54軍198師594團團長，1944年5月11日大反攻，北齋公房時殉國。

## 重要將領及人物
- 杜聿明 - 1942年第一次远征军代总指挥（初期）兼第五军军长
- 罗卓英 - 1942年第一次远征军总指挥
- 戴安澜 - 第200师师长
- 廖耀湘 - 新22師師長，1944年任新六军军长
- 余韶　 - 第96师师长
- 甘麗初 - 第6军军长
- 彭壁生 - 第49师师长
- 吕国铨 - 第93师师长
- 張軫　 - 第66军军长
- 刘伯龙 - 第28师师长
- 马维骥 - 第29师师长
- 孙立人 - 新38师师长、1944年任新一军军长
- 史迪威 -（美国人）中國戰區參謀長，1942年底至-1944年10月任中国远征军总指挥
- 丹尼尔·索尔登 -（美国人）1944年10月接任中国远征军总指挥
- 郑洞国 - 中国驻印军副总指挥
- 李鴻   - 1944年任新38师师长
- 唐守治 - 新30师师长
- 李涛   -  新22師師長
- 龙天武 - 第14师师长
- 潘裕昆 - 第50师师长
- 衛立煌 - 中国远征军（1944年第二次）司令长官
- 黄琪翔 - 中国远征军（1944年第二次）副司令长官
- 萧毅肃 - 中国远征军（1944年第二次）参谋长
- 宋希濂 - 第11集团军总司令
- 黄   - 1943年任第11集团军副总司令， 1944年9月接任第11集团军总司令
- 成刚 - 中国远征军 （1943年任第11集团军参谋长）
- 王凌云 - 第2军军长
- 钟彬   - 第71军军长
- 霍揆彰 - 第20集团军总司令
- 方天   - 第20集团军副总司令
- 阙汉骞 - 第54军军长
- 李志鹏 - 第54军第36师师长
- 叶佩高 - 第54军第198师师长
- 顾葆裕 - 第54军预备第2师师长
- 周福成 - 第53军军长
- 何绍周 - 第8军军长
- 李彌  - 第8军副军长兼荣誉第一师师长
- 劉放吾，中央軍校第6期
- 簡立  - 1909年出生，湖南長沙人，就讀於金陵大學時，1926年10月轉讀南京中央軍校第6期，後留學於美國西點軍校。抗日戰爭時期，1944年「陸軍傘兵第一團」（中華民國空降特戰部隊）上校副團長，1945年春調任中國遠征軍駐印軍汽車兵團（暫編）少將團長。抗戰勝利後，1949年7日任軍政部兵工學校校長，任國民政府聯勤總部參謀長，1966年擔任新改制「中正理工學院」院長。[7]:35,36
- 吳招有中將，安徽舒城人，民國12年（1901年）2月12日生。畢業於陸軍官校18期、陸軍大學14期、三軍聯大15期、戰院將官班63年班，歷任排、連、營、團長、參謀長、副師長、師長、副軍長、陸軍專科學校第12任校長，民國 72年（1983年）5月1日國軍退除役官兵輔導委員會屏東榮譽國民之家主任 。任內完成物資供應處北竿分處新建工程。[8][9]

## 纪念物
- 中華民國駐印軍蘭迦公墓，位於印度賈坎德邦拉姆格爾縣蘭伽
- 雷多墓園，位于印度阿萨姆邦雷多
- 新三十八师墓地，位于印度史迪威公路23英里处
- 新二十二师墓地，位于印度史迪威公路23英里处
- 萧竹青墓地，位于印度阿鲁纳恰尔邦（中国所主张主权的藏南）贾瑞普（Jairampur）
- 中华民国驻印军第五十师墓地，位于缅甸密支那
- 中华民国驻印军第十四师墓地，位于缅甸密支那
- 中华民国驻印军第三十师墓地，位于缅甸密支那
- 中国远征军阵亡将士纪念设施，位于缅甸密支那，2023年6月10日竣工[10]
- 中华民国驻印军第五十师墓地，位于缅甸西保
- 八莫墓地，位于缅甸八莫
- 国殇墓园，位于中华人民共和国云南省腾冲县
- 中华民国驻印军陆军新编第一军印缅阵亡将士公墓，位于中华人民共和国广东省广州市白云山马头岗
- 中国远征军抗日阵亡将士纪念碑，位于缅甸同古（原为“中国远征军200师同古会战纪念碑”，被毁后新建）
- 抗日阵亡将士纪念碑，位于缅甸果敢

## 军歌
《新一军军歌》
孙熙泽词
应雪痕曲
吾军欲发扬，精诚团结无欺罔，
矢志救国亡，猛士力能守四方。
不怕刀和枪，誓把敌人降，
亲上死长，效命疆场，才算好儿郎。
第一体要壮，筋骨锻如百炼钢，
暑雨无怨伤，寒冬不畏冰雪霜。
劳苦是寻常，饥咽秕与糠，
卧薪何妨，胆亦能尝，齐学勾践王。
道德要提倡，礼义廉耻四维张，
谁给我们饷，百姓脂膏公家粮。
步步自提防，骄纵与贪赃，
长官榜样，军国规章，时刻不可忘。
大任一身当，当仁于师亦不让，
七尺何昂昂，常将天职记心上。
爱国国必强，爱民民自康，
为民保障，为国栋梁，即为本军光。

## 入祀忠烈祠
2014年5月5日，中华民国立法院外交及國防委員會立法委員陳鎮湘、詹凱臣、楊應雄等提案，國防部立即與外交部、僑務委員會成立跨部會專案小組，並在緬甸出生的靈鷲山心道法師協助下，完成赴緬迎靈計畫。
國防部迎靈小組2014年8月27日迎返英靈牌位，並以軍禮迎接。當日圓山國民革命忠烈祠舉行入祀典禮，由嚴明擔任主祭，立法委員、國防部官員、當時參戰官兵代表吳招有中將及戰史學者等陪祭。

### 引用
1. 1 2 3 4 5 6 7 8 9 10 11 12  文聞 (编). . 北京: 中國文史出版社. 2005.
2. ↑  Ness L.; Shih B.  Illustrated edition. Helion and Company. 2016. ASIN B074P44715.
3. ↑  . 新华网. 2014  [2014-09-03]. （原始内容存档于2014-09-04） （中文（简体））.
4. ↑  . 中新网. 2012  [2014-09-03]. （原始内容存档于2014-09-04） （中文（简体））.
5. ↑  . 网易. 2012  [2014-09-03]. （原始内容存档于2015-07-20） （中文（简体））.
6. ↑  《中缅印战场抗日战争史》，徐康明著，解放军出版社，2007年。
7. ↑  劉漢壽. . 秀威資訊. 2010年5月1日  [2014年6月23日]. ISBN 978-986-221-440-4. （原始内容存档于2015年4月2日）.，gBook （页面存档备份，存于）
8. ↑  行政院國軍退除役官兵輔導委員會. . 中華民國國軍退除役官兵輔導委員會. 2007 [2007]  [2015-11-15]. ISBN 978-986-011-856-8. （原始内容存档于2016-07-29） （中文）.
9. ↑  陳恆光. . 中央日報網路報 (中央日報). 2015-09-20  [2015-11-15]. （原始内容存档于2015-11-17） （中文）.
10. ↑  . 新华网_让新闻离你更近. 2023-06-11  [2023-07-23]. （原始内容存档于2023-07-23） （中文）.
11. 1 2  黃名璽. . 台北. 中央通訊社. 2014-08-27  [2014-08-27]. （原始内容存档于2014-08-27） （中文）.
12. ↑  邱俊欽. . 桃園機場. 中央通訊社. 2014-08-27  [2014-08-27]. （原始内容存档于2014-08-30） （中文）.
13. ↑  羅廣仁. . 台北. 中央通訊社. 2014-08-27  [2014-08-27]. （原始内容存档于2014-08-27） （中文）.
14. ↑  周思宇. . 台北: 自由時報. 2014-08-27  [2014-08-27]. （原始内容存档于2014-08-27） （中文）.

## 影視作品
- 我的團長我的團（2009年电视剧）
- 滇西1944（2010年电视剧）
- 中國遠征軍（2011年电视剧）
- 風中家族（2014年電影，中國大陸片名則為《對風說愛你》）
- 《国家记忆》原名《远征、远征》（2015年电视剧，2011年10月在昆明开机拍摄。）